# 中华人民共和国文化
中华人民共和国文化介绍中国大陆的文化发展概况。

## 歷史
二十世纪初，各种新思想不断传入中国，共和、民主、科学、马列主义都在中国产生了一定影响。到二十世纪末的1998年，中国文化产业产值为世界第三。
2002年，中国共出版期刊9029种，报纸2137种。2004年，全国有33.87万个文化机构（企业），文化产业核心层有从业人员278万人，04年主营业务收入16878亿元。2006年，学者欧阳友权认为，中国本身文化底蕴丰厚，且文化没有排他性，其他国家的文化产品进入中国后都能取得不错的市场效益；中国的文化产业大多有政府介入，文化产业重点项目由政府提出，重点文化企业由政府扶植或是经营；文化产业总体起步晚，市场发育度低，没有健全的文化产业人才培养、流动和奖励机制；现行教育制度制约了文化产业的发展，懂文化的不懂技术，学技术的轻视人文，文化产业实力偏弱，规模小，管理方式滞后。2009年中科院报告认为，中国的文化影响力指数在全世界排名第七，居于美国、德国、英国、法国、意大利、西班牙之后。在文化产业上，中华人民共和国政府通过宏观调控、抓大放小，重点扶植大型企业，让小型企业自主经营，以保护民族文化产业。
2009年，国务院发布《文化产业振兴规划》，首次明确提出将文化产业建设成为国民经济支柱性行业。同年，国家统计局印发《文化及相关产业分类》，将文化产业分为新闻服务、出版发行和版权服务、广播电视电影服务、文化艺术服务、网络文化服务、文化休闲娱乐服务、其他文化服务、文化用品设备及相关文化产品的生产、文化用品设备及相关文化产品的销售九大类

## 语言文字

中國漢語言分佈（地图包括未实控地区）

中華人民共和國是統一的多民族國家，其文化為56个民族文化的總匯，各个民族都有發展自己民族語文字的自由。據不完全統計，中國境內至少有30種以上民族文字，不論是蒙文、壮文、维文还是藏文，皆被視為中國語言，被詮釋為中華文化遺產寶庫。

## 藝術

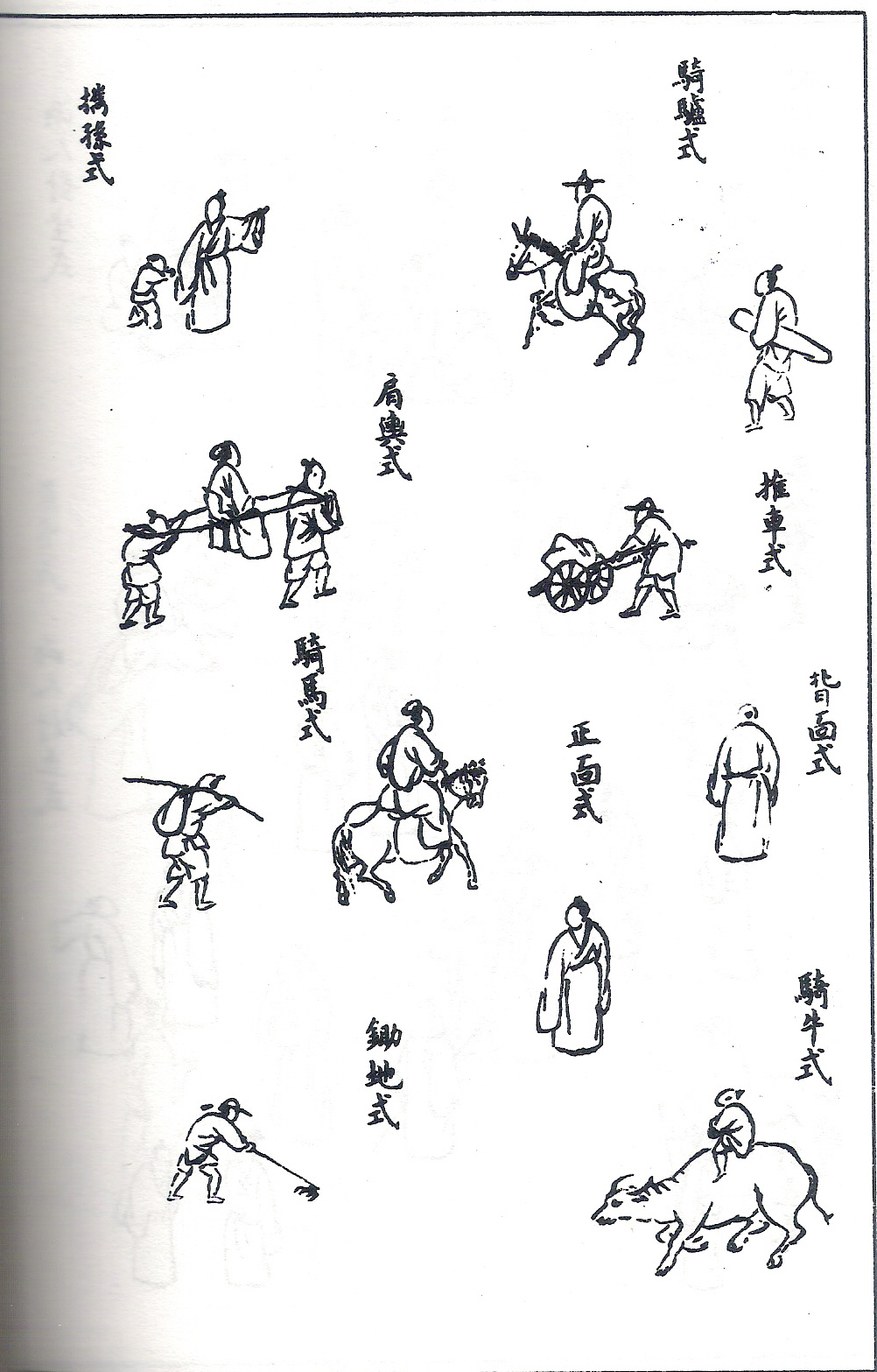
芥子園畫傳

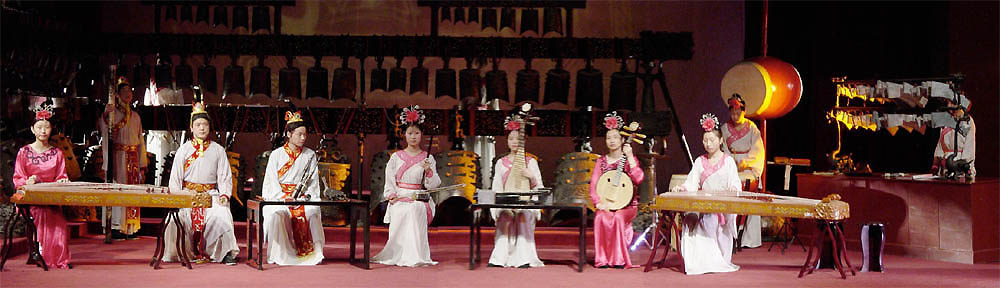
古樂演奏

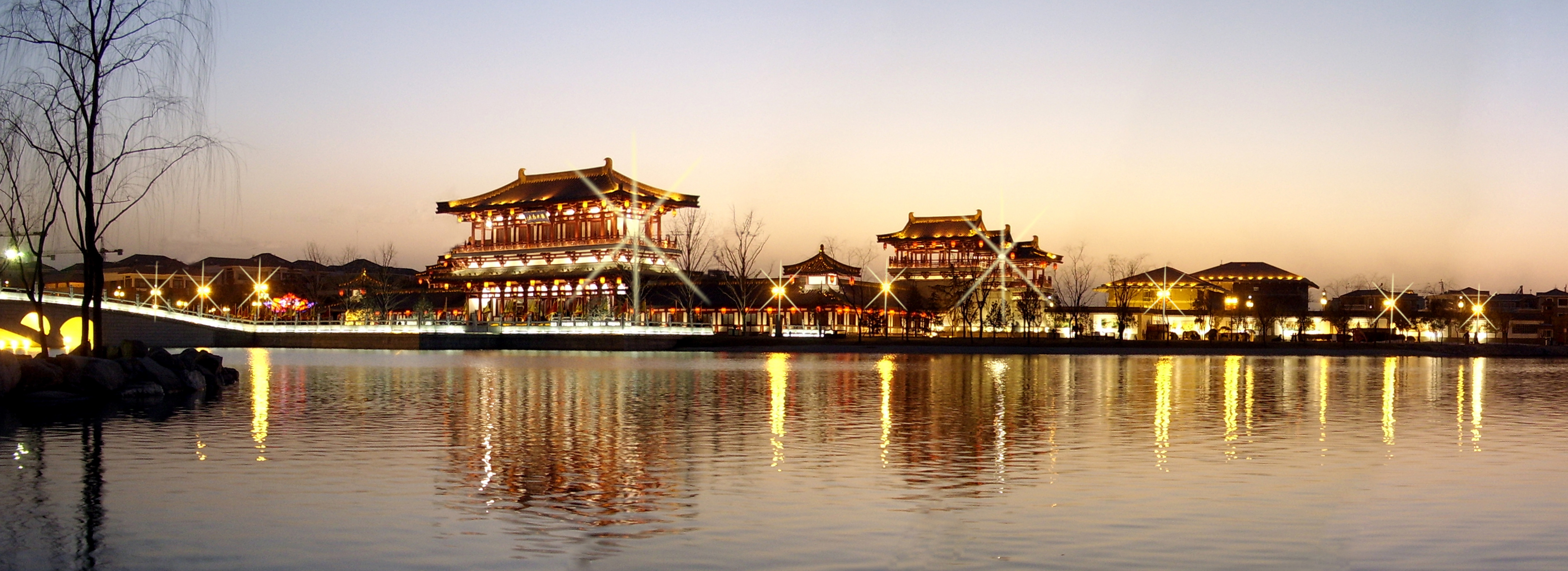
大唐芙蓉园觀光區

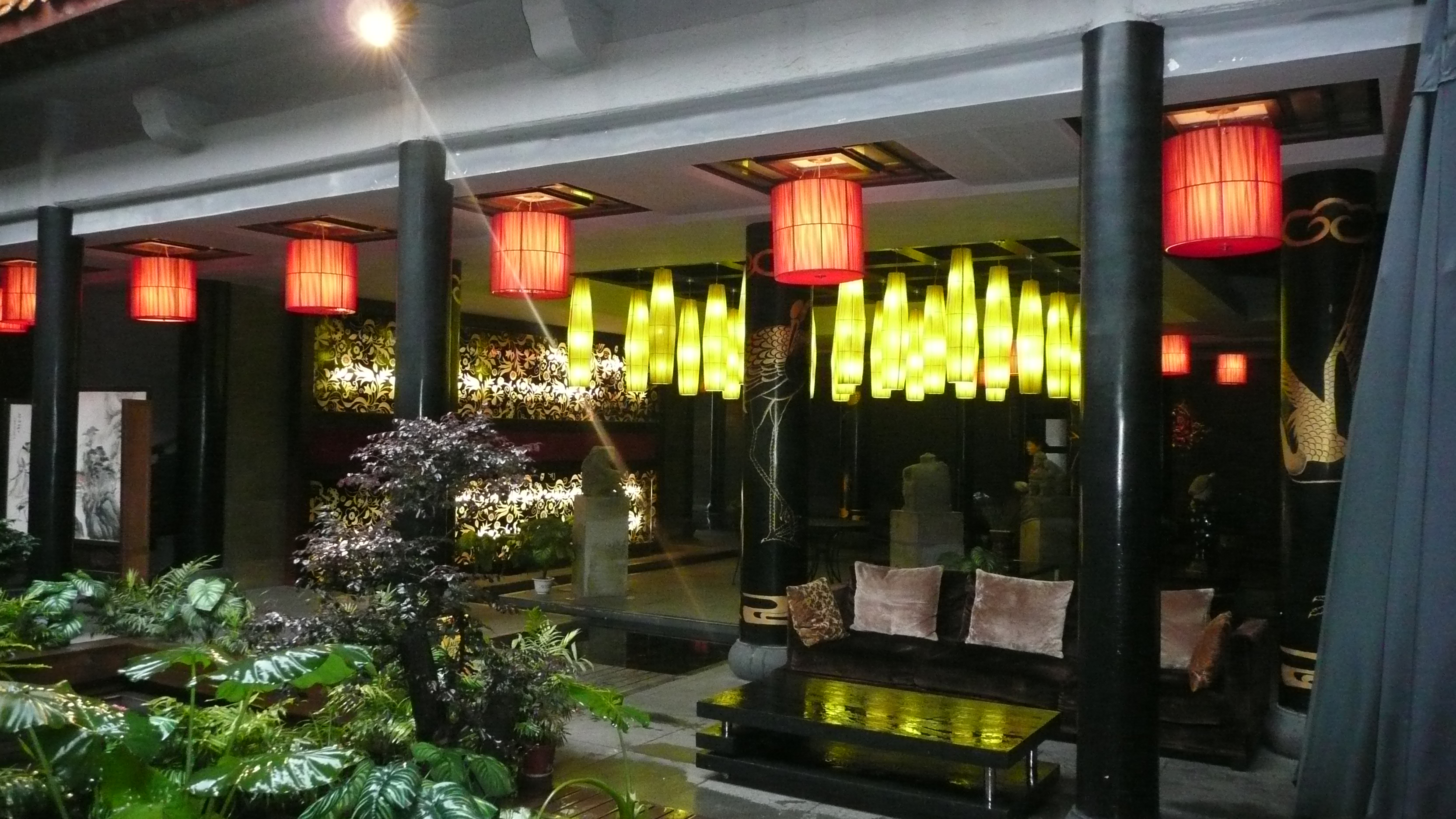
仿秦朝裝潢的餐廳

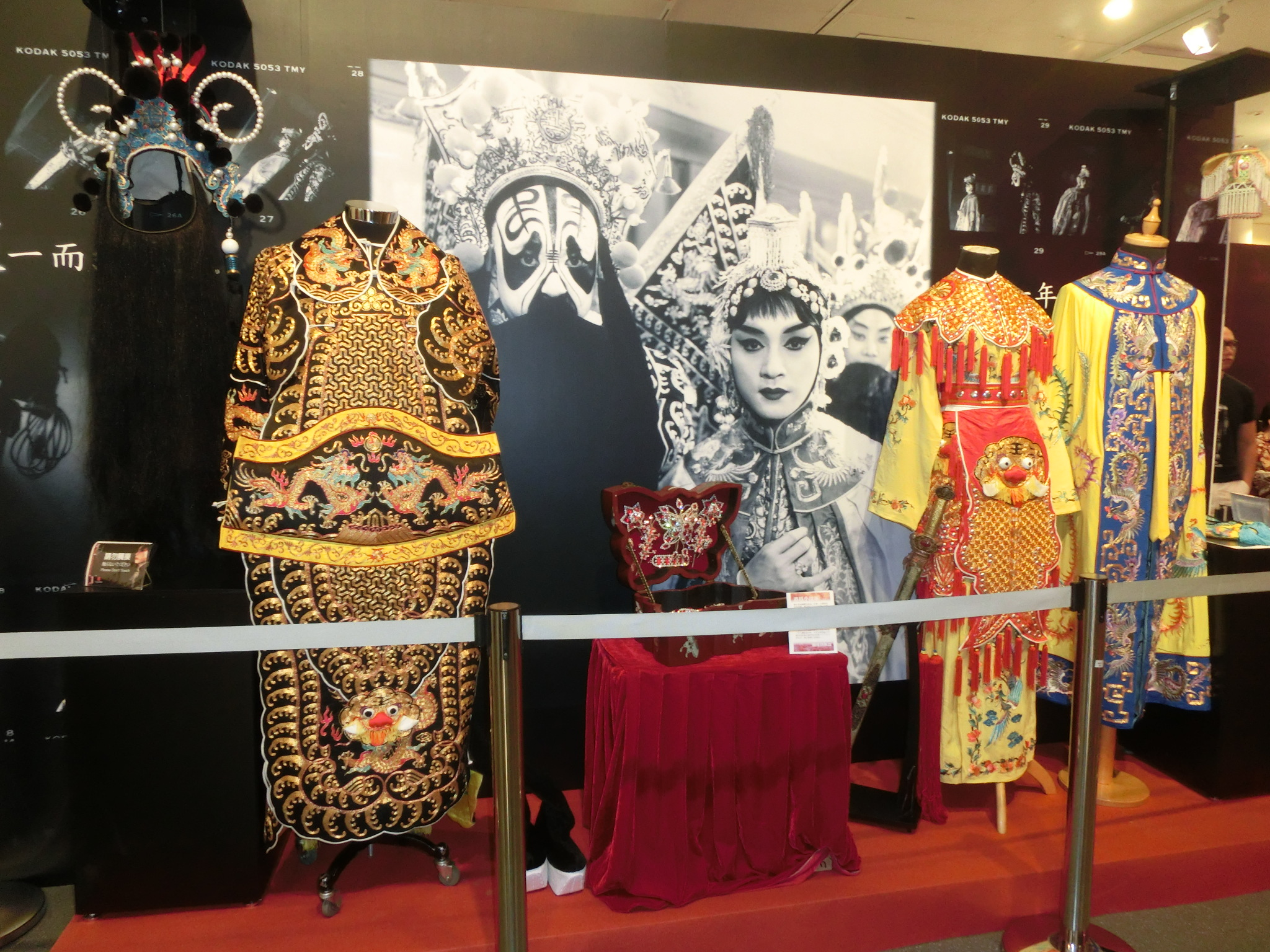
霸王別姬戲服道具

### 服饰文化
中華人民共和國定義中華文化為56民族文化總匯，是統一的多民族國家。在经历清朝统治后，现在汉人基本上采用西装为正式服装。汉人普遍以为唐装、旗袍为中国传统衣服，中山装在80年代后基本退出社会，而代表汉族传统的汉服则被称为“古装”。

### 表演藝術
北京中央戏剧学院舞蹈团人员建立的一套复古的中国舞蹈体系－中国古典舞，是从中戏曲中取材，采用世界芭蕾的训练舞种，发展创建并起来的一个有独特的韵律、形体语言及审美特征的中国风舞蹈。
进入1990年代后诞生了诸如。《太极印象》、《神话中国》、《秋水伊人》、《红扇》、《传音》、《不眠夜》、《潮汐》、《两个身体》等新颖的作品。同时中国舞蹈乐团开始向国际进军开始了国际化，获得众多国际奖项。进入21世纪大型舞蹈剧开始兴起，例如有《妈勒访天边》、《大梦敦煌》、《霸王别姬》、《瓷魂》、《一把酸枣》这样偏向中国古典舞风格的民族舞剧，或有《大红灯笼高高挂》这样具有民族特色的芭蕾舞剧，也有《雷和雨》这样个性表达的现代舞剧渐渐获得观众喜爱。
}}
街舞在1980年代中期传入中国，这要归功于1984年美国的一部街舞电影《霹雳舞》（Breakin'）。1984年当时正值美国街舞的第一次热潮，也也开始慢慢影响中国，另外天王迈克尔·杰克逊的作品诸如月球漫步等也轰动中国一时，使得年轻人开始喜欢上这种艺术。之后中国街舞在90年代经历了日风韩流的影响街舞经一步蔓延。

### 引用
1. ↑  .   [2015-08-27]. （原始内容存档于2016-03-05）.
2. ↑  .   [2009-07-01]. （原始内容存档于2020-05-05）.
3. ↑  欧阳友权.  (M). 湖南: 湖南人民出版社. 2006年.
4. ↑  .   [2009-07-01]. （原始内容存档于2009-01-19）.
5. ↑  . 中国经济网.   [2014-06-02]. （原始内容存档于2020-11-04）.
6. ↑  1725. . cpc.people.com.cn.   [2016-11-10]. （原始内容存档于2019-05-20）.
7. ↑  廖玲玲. . news.sznews.com.   [2016-11-10]. （原始内容存档于2017-01-15）.
8. ↑  .   [2009-06-25]. （原始内容存档于2008-12-02）.
9. ↑  .   [2010-03-30]. （原始内容存档于2010-06-16）.
10. ↑  .   [2010-03-30]. （原始内容存档于2020-09-30）.
11. ↑  中华人民共和国的民族政策
12. ↑  中國民族博物館[永久]
13. ↑  改革开放30年：舞蹈创作的发展与繁荣 的存檔，存档日期2011-10-20.
14. ↑  .   [2015-10-19]. （原始内容存档于2014-07-20）.

### 來源
- （英文）International Dunhuang Project — an international collaboration to make more than 100,000 manuscripts, paintings and artifacts from Dunhuang and other Silk Road sites available on Internet. Items are shown in context, with bibliographies, maps, photographs, site plans and other information relating to their provenance, history and present condition.
- The Asia Society
  - （英文）Inside Out - New Chinese Art Website of the exhibition "Inside Out - New Chinese Art", co-curated by the Asia Society and the San Francisco Museum of Modern Art
  - （英文）China: fifty years inside the People's Republic Asia Society website depicting photographs of a Chinese cultural exhibition. Includes introduction essay titled "This is our China" by Rae Yang, currently Chair of the East Asian Studies Program at Dickinson College, Carlisle, Pa., USA.

## 外部連結
文化
- （中文）中華人民共和國文化網
- （中文）中國文化網（页面存档备份，存于）
- （中文）中華文化信息網
- 金耀基：〈论中国的“现代化”与“现代性”——中国现代的文明秩序的建构（页面存档备份，存于）〉。
- 李欧梵：〈当代中国文化的现代性和后现代性（页面存档备份，存于）〉。

媒體
- 中國中央電視台（页面存档备份，存于）
- 中国广播网中央人民广播电台（页面存档备份，存于）
- 中国国际广播电台（页面存档备份，存于）